# Megaceros minarum
Megaceros minarum är en bladmossart som först beskrevs av Christian Gottfried Daniel Nees von Esenbeck, och fick sitt nu gällande namn av Franz Stephani. Megaceros minarum ingår i släktet Megaceros och familjen Dendrocerotaceae. Inga underarter finns listade i Catalogue of Life.